# Sanogasta pehuenche
Sanogasta pehuenche är en spindelart som beskrevs av Ramírez 2003. Sanogasta pehuenche ingår i släktet Sanogasta och familjen spökspindlar. Inga underarter finns listade i Catalogue of Life.